# فرودگاه بالینا بایرن گیتوی
فرودگاه بالینا بایرن گیتوی (به انگلیسی: Ballina Byron Gateway Airport) یک فرودگاه همگانی با کد یاتا BNK است که یک باند فرود آسفالت دارد و طول باند آن ۱۹۰۰ متر است. این فرودگاه در کشور استرالیا قرار دارد و در ارتفاع ۲ متری از سطح دریا واقع شده‌است.

## شرکت‌های هواپیمایی و مقصدهای پروازی
| شرکت‌های هواپیمایی       | مقصدهای پروازی |
| ----------------------- | -------------- |
| FlyPelican              | نیوکاسل        |
| جت‌استار                 | ملبورن، سیدنی  |
| رجیونال اکسپرس ایرلاینز | سیدنی          |
| ویرجین استرالیا         | سیدنی          |